# Печений Степан Хомич
Степан Хомич Пече́ний (нар. 10 липня 1930, Джулинка) — український скульптор; заслужений майстер народної творчості УРСР з 1960 року.

## Біографія
Народився 10 липня 1930 року в селі Джулинці Бершадського району (тепер у складі Гайсинського району) Вінницької області.
Працював у місцевому колгоспі, міжколгоспбуді, на підприємстві «Агромаш». Скульптурою став займатися з 1948 року. Спеціальної художньої освіти не мав. Працював в основному з керамікою та гіпсом. Брав участь у обласних і ресрубліканських виставках. Найбільший успіх прийшов 1960 року, під час декади мистецтва України у Москві було представлено його скульптуру  «Орач». Згодом отримав почесне звання заслуженого майстра народної творчості УРСР.

## Творчість
Твори:
- «Ланкова» (1952);
- «Богдан Хмельницький» (1954);
- «Ленін на трибуні» (1957);
- «Колгоспниця» (1958);
- «Орач», «Хліб і сіль» (1960, гіпс тонований);
- «Тарас Шевченко» (1965);
- «Павка Корчагін» (1970);
- «Ленін» (1980);
- «Рідне поле» (1980).
- з кераміки: «На межі», «Суд козака», «Закохані», «Соловейко».

Роботи зберігаються у Вінницькому краєзнавчому музеї.